# 尤金·法马
尤金·法蘭西斯·法马（英語：Eugene Francis Fama，1939年2月14日—），小名金·法馬（Gene Fama），生於美國麻塞諸塞州波斯頓，美国经济学家，為芝加哥經濟學派成員之一。專長於现代投资组合理论與資產定價理論，因提出“效率市场假说”闻名。因為對資產價格實證分析方面的貢獻，與拉尔斯·彼得·汉森、羅勃·席勒共同獲得2013年諾貝爾經濟學獎。现任教于芝加哥大学布斯商学院。

## 早年经历
塔夫茨大學畢業，在芝加哥大學布斯商学院（Booth School of Business）取得碩士（MBA）、博士學位，指導教授為默顿·米勒，本華·曼德博對他也有很大的影響。

## 知名成就
- 效率市場假說（EMH）
- 三因子模型